# Vladimir Gortan
Vladimir Gortan (Beram kraj Pazina, 7. lipnja 1904. – Pula, 17. listopada 1929.), bio je istaknuti istarski antifašist i hrvatski politički djelatnik.

## Životopis
Vladimir Gortan rodio se u Bermu kraj Pazina 1904. godine. Po zanimanju je bio poljodjelac. Od 1928. godine bio je član tajne antifašističke organizacije TIGR (Trst-Istra-Gorica-Rijeka), koja je organizirala prosvjede i druge akcije protiv nasilne talijanizacije u Istri i radi priključenja područja Trsta, Gorice, Istre i Rijeke Sloveniji i Hrvatskoj. Na dan parlamentarnoga fašističkog plebiscita, 24. ožujka 1929. godine, članovi organizacije TIGR oružanom su akcijom odlučili iz zasjede spriječiti birače koji su cestama Brestovica–Pazin i Beram–Pazin išli na izbore, pokazujući kako Istra nije pacificirana i denacionalizirana. Vladimir Gortan je kraj Brestovice ispalio ispred povorke iz Kašćerge osam metaka u zrak, nakon čega su se seljaci razbježali. Na cesti Beram–Pazin kraj Kamuž brijega bili su Viktor Baćac, Dušan Ladavac i Vjekoslav Ladavac koji su zapucali ispred povorke birača, no povorka se nije razbježala, a dva su se metka odbila od rubnika i ranila dvojicu seljaka Ivana Tuhtana i Matu Brajkovića. Nakon dva dana umro je Ivan Tuhtan, a Mate Brajković bio je lakše ranjen.
Događaj zbog kojeg je Gortan s drugovima uhićen i osuđen na smrt opisan je ovako: "... I dok je Vladimir Gortan na cesti Brestovica-Pazin uspio rastjerati birače pucanjem u zrak, podno Kamuš brijega došlo je do incidenta. Metak odbijen od ceste ranio je dvoje građana, od kojih je jedan kasnije preminuo..."
Uhvaćen je u bijegu s još četvoricom sudionika, te su svi odvedeni u Rim. Ondje je Gortan mučen. Poslije će mu biti priređeno suđenje na kojem će mu biti izrečena smrtna kazna ne bi li se tako zastrašilo istarske Hrvate. Specijalni sud za zaštitu države preselio se iz Rima u Pulu gdje je u današnjoj školi na brdu Sv. Martin od 14. do 16. listopada 1929. godine održan proces na kojemu je tužitelj tražio smrtnu kaznu za svu petoricu okrivljenih.
Nakon intervencije beogradskoga apostolskog nuncija papa Pio XI. posredovao je kod Mussolinija, te je predsjedniku suda brzojavom naloženo neka na smrt osudi samo jednoga optuženika; izbor je pao na Gortana.
Vladimir Gortan je strijeljan 17. listopada 1929. godine na predjelu uz more u južnom dijelu grada Pule, koji danas nosi ime "Gortanova uvala"; navodi se da ga je strijeljalo 28 fašista, koji su ga u leđa pogodili s 25 metaka. Svojim hrabrim držanjem ubrzo je postao simbol nacionalne i antifašističke borbe Istre. Njegovi suborci Živko Gortan, Viktor Baćac, Dušan Ladavac i Vjekoslav Ladavac na suđenju dobili su svaki po 30 godina strogoga zatvora, i 10 godina policijskoga nadzora. Ta kazna 1930. godine smanjena im je za 2 godine, potom 1932. godine za još 10 godina a nakon potpisivanja pakta o miru i sigurnosti između Kraljevine Jugoslavije i Italije, 25. ožujka 1937. godine, njihovi rođaci Jure Červar i Vjekoslav Gortan pokrenuli su početkom 1938. godine pravni postupak za njihovo puštanje te su u kolovozu su pušteni uvjetno na 5 godina, s obvezom javljanja policiji.
Gortanovi posmrtni ostatci otkriveni su na groblju Monte Giro u Puli, 1952. godine. Godine 1953. njegovi posmrtni ostatci preneseni su u monumentalnu grobnicu podno Berma.

## Spomen
- Njemu u čast je prva postrojba popunjena od dragovoljaca s područja Istre koji su se sredinom 1942. godine pridružili Drugom primorsko-goranskom odredu na Risnjaku u Gorskom kotaru, formirana u kolovozu te godine Prva istarska četa "Vladimir Gortan", a prva veća vojna postrojba NOVJ na području Istre formira se u rujnu 1943. godine pod imenom 1. istarska narodnooslobodilačka brigada "Vladimir Gortan".[7]
- Po njemu su nazvane brojne osnovne škole po Hrvatskoj (npr. OŠ Vladimira Gortana u Rijeci, u Žminju, Srednja škola Vladimira Gortana u gradu Buje) koje to ime i danas nose, te željezničko-građevno poduzeće Vladimir Gortan, poznato kao pokrovitelj hokejaša zagrebačkog Medveščaka te tvrtka Gortan-Zadar, pokrovitelj zadarskih rukometaša.[8]
- Danas po Vladimiru Gortanu nose ime ulice i trgovi u primjerice Rovinju, Rijeci, Opatiji, Malom Lošinju, Poreču, Varaždinu, Slavonskom Brodu, Umagu, Vinkovcima, Matuljima, Višnjanu, Zagrebu, Puli, Splitu, Novom Sadu i Ljubljani.

## Vanjske poveznice
- Grad Pula Armando Černjul, Obljetnica smrti Vladmira Gortana: Istarski prvomučenik strijeljan s 25 hitaca u leđa, 17. listopada 2010. (u međumrežnoj pismohrani archive.today 3. rujna 2012.)
- Glas Istre N. Softić, M. Rimanić, "Obilježena 83. godišnjica strijeljanja V. Gortana", 17. listopada 2012.
- (slov.) slomedia.it "TIGR predstavlja 17.000 dokumentov o 1. Tržaškem procesu in procesu Vladimiru Gortanu", 22. listopada 2012. (u međumrežnoj pismohrani archive.org 2. svibnja 2013.)
- Regional Express "Položeni vijenci u sjećanje na Vladimira Gortana: obilježavanje 81. obljetnice strijeljanja istarskog antifašiste", 18. listopada 2010.